# نيومي ميرلانت
نيومي ميرلانت هي ممثلة فرنسية ولدت في 27 نوفمبر 1988.

## روابط خارجية
- نيومي ميرلانت على موقع IMDb (الإنجليزية)
- نيومي ميرلانت على موقع روتن توميتوز (الإنجليزية)
- نيومي ميرلانت على موقع ألو سيني (الفرنسية)
- نيومي ميرلانت على موقع أول موفي (الإنجليزية)
- نيومي ميرلانت على موقع قاعدة بيانات الفيلم (الإنجليزية)
- نيومي ميرلانت على موقع كينوبويسك (الروسية)